# Rosa filipes
Rosa filipes — вид рослин з родини розових (Rosaceae); ендемік Китаю.

## Опис
Кущ плетистий, 3–5 м заввишки, з довгими повзучими гілками. Гілочки пурпурно-коричневі, голі; колючки розсіяні, вигнуті, до 5 мм, міцні, плоскі, поступово звужуються до широкої основи. Листки включно з ніжками 8–14 см; прилистки вузькі, переважно прилягають до ніжки; листочків 5–7, рідко 3 або 9, довгасті або ланцетні, рідко обернено-яйцеподібні, 4–7 × 1.5–3 см; знизу майже голі або запушені вздовж жилок; зверху голі; основа майже округла або широко клиноподібна, іноді злегка коса; край просто пилчастий, рідко непомітно подвійно пилчастий; верхівка загострена. 
Квітів 25–35, 2–2.5 см у діаметрі, у щитках або волотях ≈ 15 см у діаметрі; квітконіжка рідко залозисто-запушена, 2–3 см; приквітки яйцюевато-ланцетні або ланцетні, край залозисто-запушений, верхівка загострена. Чашолистків 5, яйцювато-ланцетні. Пелюстків 5, запашні, білі, обернено-яйцеподібні. Плоди насичено-червоні, майже кулясті, ≈ 8 мм у діаметрі; чашолистки зрештою опадають.
Період цвітіння: червень — липень. Період плодоношення: липень — листопад.

## Поширення
Ендемік Китаю (Ганьсу, Шеньсі, Сичуань, Сізанг, Юньнань).
Населяє зарості, узбіччя доріг; на висотах 1300–2300 м.